# Liste der Kulturdenkmäler in Haina (Kloster)
Die folgende Liste enthält die in der Denkmaltopographie ausgewiesenen Kulturdenkmäler auf dem Gebiet  der Gemeinde Haina (Kloster), Landkreis Waldeck-Frankenberg, Hessen.
Hinweis: Die Reihenfolge der Denkmäler in dieser Liste orientiert sich zunächst an Ortsteilen und anschließend der Anschrift, alternativ ist sie auch nach der Bezeichnung, der vom Landesamt für Denkmalpflege vergebenen Nummer oder der Bauzeit sortierbar.
Kulturdenkmäler werden fortlaufend im Denkmalverzeichnis des Landes Hessen durch das Landesamt für Denkmalpflege Hessen auf Basis des Hessischen Denkmalschutzgesetzes (HDSchG) geführt. Die Schutzwürdigkeit eines Kulturdenkmals hängt nicht von der Eintragung in das Denkmalverzeichnis des Landes Hessen oder der Veröffentlichung in der Denkmaltopographie ab.

## Kulturdenkmäler nach Ortsteilen

### Altenhaina
| Bild                    | Bezeichnung             | Lage                                                        | Beschreibung | Bauzeit | Objekt-Nr. |
| ----------------------- | ----------------------- | ----------------------------------------------------------- | ------------ | ------- | ---------- |
| Bild gesucht BW         | Hofanlage               | Altenhaina, Dorfstraße 5 LageFlur: 13, Flurstück: 5         |              |         | 79432 DDB  |
| Wohnhaus                | Wohnhaus                | Altenhaina, Dorfstraße 7 LageFlur: 13, Flurstück: 26/3      |              |         | 79433 DDB  |
| Bild gesucht BW         | Scheune                 | Altenhaina, Dorfstraße 8 LageFlur: 13, Flurstück: 4, 42     |              |         | 79434 DDB  |
| Historischer Ortskern   | Historischer Ortskern   | Altenhaina, Gesamtanlage 1 Lage                             |              |         | 721864 DDB |
| Kirschgarten            | Kirschgarten            | Altenhaina, Gesamtanlage 2 Lage                             |              |         | 721865 DDB |
| Wohn-Wirtschaftsgebäude | Wohn-Wirtschaftsgebäude | Altenhaina, Vor den Tannen 1 LageFlur: 13, Flurstück: 49/28 |              |         | 79435 DDB  |

### Battenhausen
| Bild            | Bezeichnung         | Lage                                                                      | Beschreibung | Bauzeit | Objekt-Nr. |
| --------------- | ------------------- | ------------------------------------------------------------------------- | ------------ | ------- | ---------- |
| Bild gesucht BW |                     | Battenhausen, Gesamtanlage Hauptstraße Lage                               |              |         | 721871 DDB |
| Bild gesucht BW | Hofanlage           | Battenhausen, Hauptstraße 4, Hauptstraße LageFlur: 2, Flurstück: 6/4, 6/5 |              |         | 79438 DDB  |
| Bild gesucht BW | Scheune             | Battenhausen, Hohler Weg 11 LageFlur: 2, Flurstück: 139/20                |              |         | 79439 DDB  |
| weitere Bilder  | Evangelische Kirche | Battenhausen, Kirchstraße 4 LageFlur: 2, Flurstück: 30                    |              |         | 79440 DDB  |
| Bild gesucht BW | Scheune             | Battenhausen, Pfefferholzstraße 2 LageFlur: 2, Flurstück: 18              |              |         | 79441 DDB  |
| Bild gesucht BW | Wohnhaus            | Battenhausen, Pfefferholzstraße 6 LageFlur: 2, Flurstück: 15              |              |         | 79442 DDB  |

### Bockendorf
| Bild            | Bezeichnung | Lage                                                      | Beschreibung | Bauzeit | Objekt-Nr. |
| --------------- | ----------- | --------------------------------------------------------- | ------------ | ------- | ---------- |
| Bild gesucht BW |             | Bockendorf, Gesamtanlage historischer Ortskern Lage       |              |         | 721877 DDB |
| Bild gesucht BW | Scheune     | Bockendorf, Struthbachstraße 2 LageFlur: 4, Flurstück: 18 |              |         | 79444 DDB  |

### Dodenhausen
| Bild                | Bezeichnung          | Lage                                                                                  | Beschreibung | Bauzeit | Objekt-Nr. |
| ------------------- | -------------------- | ------------------------------------------------------------------------------------- | ------------ | ------- | ---------- |
| Bild gesucht BW     | Wohnhaus             | Dodenhausen, Am Goldbach 2 LageFlur: 4, Flurstück: 174/2                              |              |         | 79446 DDB  |
| Bild gesucht BW     | Wohnhaus und Scheune | Dodenhausen, Am Hirtenhof 2, Am Hirtenhof LageFlur: 4, Flurstück: 192/5, 192/7        |              |         | 79447 DDB  |
| Bild gesucht BW     | Wohnhaus und Scheune | Dodenhausen, Am Rain (Dodenhausen) 2 LageFlur: 4, Flurstück: 34/7                     |              |         | 79448 DDB  |
| Wohnhaus            | Wohnhaus             | Dodenhausen, Am Wüstegarten 2 LageFlur: 4, Flurstück: 108/2                           |              |         | 79449 DDB  |
| Bild gesucht BW     | Wohnhaus             | Dodenhausen, Gemündener Straße 4 LageFlur: 4, Flurstück: 190/7                        |              |         | 79450 DDB  |
| Evangelische Kirche | Evangelische Kirche  | Dodenhausen, Gemündener Straße 7 LageFlur: 4, Flurstück: 19/2                         |              |         | 79451 DDB  |
| Bild gesucht BW     | ehemaliges Schulhaus | Dodenhausen, Gemündener Straße 8 LageFlur: 4, Flurstück: 180/1                        |              |         | 79452 DDB  |
| Bild gesucht BW     | Wohnhaus             | Dodenhausen, Gemündener Straße 13 LageFlur: 4, Flurstück: 7/2                         |              |         | 79453 DDB  |
|                     |                      | Dodenhausen, Gesamtanlage historischer Ortskern Lage                                  |              |         | 721879 DDB |
| Bild gesucht BW     | Mühle                | Dodenhausen, Obermühlstraße 9 LageFlur: 5, Flurstück: 102/1                           |              |         | 79454 DDB  |
| Wohnhaus            | Wohnhaus             | Dodenhausen, Schönsteiner Straße 5 LageFlur: 4, Flurstück: 61/3                       |              |         | 79455 DDB  |
| Bild gesucht BW     | Wohnhaus             | Dodenhausen, Schönsteiner Straße 6 LageFlur: 4, Flurstück: 147/4                      |              |         | 79456 DDB  |
| Bild gesucht BW     | Wohnhaus             | Dodenhausen, Schönsteiner Straße 10 LageFlur: 4, Flurstück: 143/2                     |              |         | 79457 DDB  |
| Wohnhaus            | Wohnhaus             | Dodenhausen, Schönsteiner Straße 18 LageFlur: 4, Flurstück: 119/1                     |              |         | 79458 DDB  |
| Bild gesucht BW     | Untermühle           | Dodenhausen, Schönsteiner Straße 51, Feibelwiesen LageFlur: 5, Flurstück: 55/10, 55/3 |              |         | 79459 DDB  |
| Alte Schule         | Alte Schule          | Dodenhausen, Tuchbleiche 1 LageFlur: 4, Flurstück: 59/3                               |              |         | 79460 DDB  |

### Haddenberg
| Bild            | Bezeichnung           | Lage                                                            | Beschreibung | Bauzeit | Objekt-Nr. |
| --------------- | --------------------- | --------------------------------------------------------------- | ------------ | ------- | ---------- |
| Bild gesucht BW | Fischbachmühle        | Haddenberg, Fischbach 3 LageFlur: 2, Flurstück: 32              |              |         | 79463 DDB  |
| Bild gesucht BW | Ehemaliges Forsthaus  | Haddenberg, Fischbach 4 LageFlur: 2, Flurstück: 37              |              |         | 79464 DDB  |
| Bild gesucht BW | Historischer Ortskern | Haddenberg, Gesamtanlage 1 Lage                                 |              |         | 721895 DDB |
| Bild gesucht BW | Fischbach             | Haddenberg, Gesamtanlage 2 Lage                                 |              |         | 721896 DDB |
| Bild gesucht BW | Wohnhaus              | Haddenberg, Im Dorf (Haddenberg 1) LageFlur: 1, Flurstück: 86/4 |              |         | 79465 DDB  |

### Haina
| Bild            | Bezeichnung                         | Lage | Beschreibung | Bauzeit   | Objekt-Nr. |
| --------------- | ----------------------------------- | --- | --- | --------- | ---------- |
| Friedhof        | Friedhof                            | Haina, Hoher-Lohr-Weg LageFlur: 3, Flurstück: 14 | |           | 79536 DDB  |
| weitere Bilder  | Sachgesamtheit Landeshospital Haina | Haina, Landgraf-Philipp-Platz 1, 3–11, 13, 16–20, An der Wohra 1, 2, Großer Baumgarten, Gärten, Heinz-von-Lüder-Weg 1–10, Hoher-Lohr-Weg 5–7, Hopfenrain 1, 2, Im Königsgrund 1, K 107, Kellerwaldstraße 5, 7, 9, 11, 12, 14, Klosterweg, Klosterweg 1, Kälbergrund, Königsbach, L 3077, Langheide, Wilhelm-Tischbein-Straße 3, 5, 7, 9, 11, 13, 31, 33, 35, 37, 39, Wohra LageFlur: 3, 8, 2, 10, Flurstück: 4, 32/1, 35, 36/1–3, 34/8, 18, 54, 37/1, 38, 39, 47/1, 37/2, 48, 50, 49, 16/3, 33/3, 32/3, 29/2, 30, 31, 1/6, 27/3, 52/7, 28/4, 53/1, 53/2, 41, 40, 14/19, 45, 45, 1, 5, 3, 43, 2, 9/10, 14/65, 42, 44, 57, 7 | Das Kloster. Ursprung und Zentrum der Sachgesamtheit ist das nach 1214 entstandene Kloster mit Klosterkirche und den um den Kreuzgang herum gruppierten Klostergebäuden, die im Laufe des Hoch- und Spätmittelalters errichtet wurden. Zu diesem mittelalterlichen Bestand gehören noch das südlich des Klosters gelegene Abtshaus und die östlich desselben erbaute alte Brauerei. Den Kern des heutigen Wirtschaftshofes im Südwesten des Klosters bildet die ebenfalls noch aus dem Spätmittelalter stammende Zehntscheune. | nach 1214 | 130162 DDB |
| Bild gesucht BW | Spielmannstein                      | Haina, Spielmannsgrund LageFlur: 16, Flurstück: 4/1 | |           | 721870 DDB |

### Halgehausen
| Bild            | Bezeichnung | Lage                                                      | Beschreibung | Bauzeit | Objekt-Nr. |
| --------------- | ----------- | --------------------------------------------------------- | ------------ | ------- | ---------- |
| Bild gesucht BW |             | Halgehausen, Gesamtanlage historischer Ortskern Lage      |              |         | 721900 DDB |
| Bild gesucht BW | Wohnhaus    | Halgehausen, Schweinfestraße 4 LageFlur: 6, Flurstück: 47 |              |         | 79467 DDB  |

### Hüttenrode
| Bild            | Bezeichnung | Lage                                                | Beschreibung | Bauzeit | Objekt-Nr. |
| --------------- | ----------- | --------------------------------------------------- | ------------ | ------- | ---------- |
| Bild gesucht BW |             | Hüttenrode, Gesamtanlage historischer Ortskern Lage |              |         | 721902 DDB |

### Löhlbach
| Bild           | Bezeichnung         | Lage                                                                     | Beschreibung | Bauzeit | Objekt-Nr. |
| -------------- | ------------------- | ------------------------------------------------------------------------ | ------------ | ------- | ---------- |
| Schule         | Schule              | Löhlbach, Frankenberger Straße (Löhlbach) 7 LageFlur: 6, Flurstück: 59/5 |              |         | 79537 DDB  |
|                |                     | Löhlbach, Gesamtanlage Kirchplatz Lage                                   |              |         | 721903 DDB |
| weitere Bilder | Evangelische Kirche | Löhlbach, Kirchplatz 5 LageFlur: 3, Flurstück: 94/1                      |              |         | 79470 DDB  |
| Wohnhaus       | Wohnhaus            | Löhlbach, Wesestraße 3 LageFlur: 3, Flurstück: 207/5                     |              |         | 79471 DDB  |

### Mohnhausen
| Bild            | Bezeichnung          | Lage                                                              | Beschreibung | Bauzeit | Objekt-Nr. |
| --------------- | -------------------- | ----------------------------------------------------------------- | --- | ------- | ---------- |
| Bild gesucht BW |                      | Mohnhausen, Gesamtanlage historisches Straßendorf Lage            | |         | 721906 DDB |
| Bild gesucht BW | Wohnhaus und Scheune | Mohnhausen, Oberholzhäuser Straße 2 LageFlur: 4, Flurstück: 15/6  | |         | 79473 DDB  |
| Bild gesucht BW | Scheune              | Mohnhausen, Oberholzhäuser Straße 6 LageFlur: 4, Flurstück: 10/2  | |         | 79474 DDB  |
| Bild gesucht BW | Scheune              | Mohnhausen, Oberholzhäuser Straße 8 LageFlur: 4, Flurstück: 8/4   | |         | 79475 DDB  |
| Bild gesucht BW | Scheune              | Mohnhausen, Oberholzhäuser Straße 11 LageFlur: 4, Flurstück: 32/5 | |         | 79476 DDB  |
| weitere Bilder  | Evangelische Kirche  | Mohnhausen, Oberholzhäuser Straße 12 LageFlur: 4, Flurstück: 3/2  | Historistische Fachwerkkirche des Marburger Architekturbüros Eichelberg & Dauber. Saalkirche in Ständerbauweise mit eingezogenem, quadratischen Vorbau im Osten und einem hohen, dreigeschossigen, achteckigen Turm mit Welscher Haube. Die im Inneren vollständig vertäfelte Saalkirche zeigt eine Vielzahl unterschiedlicher Schmuckformen der Neorenaissance. | 1911    | 79477 DDB  |

### Oberholzhausen
| Bild            | Bezeichnung | Lage                                                          | Beschreibung | Bauzeit | Objekt-Nr. |
| --------------- | ----------- | ------------------------------------------------------------- | ------------ | ------- | ---------- |
| Bild gesucht BW |             | Oberholzhausen, Gesamtanlage historischer Ortskern Lage       |              |         | 721912 DDB |
| Bild gesucht BW | Wohnhaus    | Oberholzhausen, Holzbachstraße 8 LageFlur: 2, Flurstück: 22/5 |              |         | 79479 DDB  |
| Bild gesucht BW | Backhaus    | Oberholzhausen, Steinweg LageFlur: 3, Flurstück: 19/1         |              |         | 79480 DDB  |

### Römershausen
| Bild            | Bezeichnung | Lage                                                                       | Beschreibung | Bauzeit | Objekt-Nr. |
| --------------- | ----------- | -------------------------------------------------------------------------- | ------------ | ------- | ---------- |
| Bild gesucht BW |             | Römershausen, Gesamtanlage historischer Ortskern Lage                      |              |         | 721915 DDB |
| Bild gesucht BW | Scheune     | Römershausen, Heckwaldstraße (Römershausen) 1 LageFlur: 2, Flurstück: 4/2  |              |         | 79482 DDB  |
| Bild gesucht BW | Scheune     | Römershausen, Heckwaldstraße (Römershausen) 3 LageFlur: 2, Flurstück: 9    |              |         | 79483 DDB  |
| Bild gesucht BW | Scheune     | Römershausen, Heckwaldstraße (Römershausen) 4 LageFlur: 2, Flurstück: 15   |              |         | 79484 DDB  |
| Bild gesucht BW | Backhaus    | Römershausen, Heckwaldstraße (Römershausen) 9 LageFlur: 2, Flurstück: 17/2 |              |         | 79485 DDB  |
| Bild gesucht BW | Scheune     | Römershausen, Raingartenstraße 1 LageFlur: 2, Flurstück: 19/2              |              |         | 79486 DDB  |